# District régional d'Okanagan-Similkameen
Le District régional de Okanagan-Similkameen en Colombie-Britannique est situé dans le Centre-Sud de la Province. Le siège du district régional se situe à Penticton.